# Sushant Singh Rajput
Sushant Singh Rajput (Patna, 21. siječnja 1986. – Mumbai, 14. lipnja 2020.) bio je indijski bolivudski glumac, plesač, poduzetnik i filantrop. Glumačku karijeru počeo je u televizijskim serijama, a u Bollywoodu je debitirao 2013. godine. Poznat je po ulozi kapetana indijske reprezentacije u kriketu Mahendre Singha Dhonija u filmu M. S. Dhoni: neispričana priča. U lipnju 2020. godine izvršio je samoubojstvo u svom domu u Mumbaiju.

## Vanjske poveznice
- IMDb